# Reibekuchen

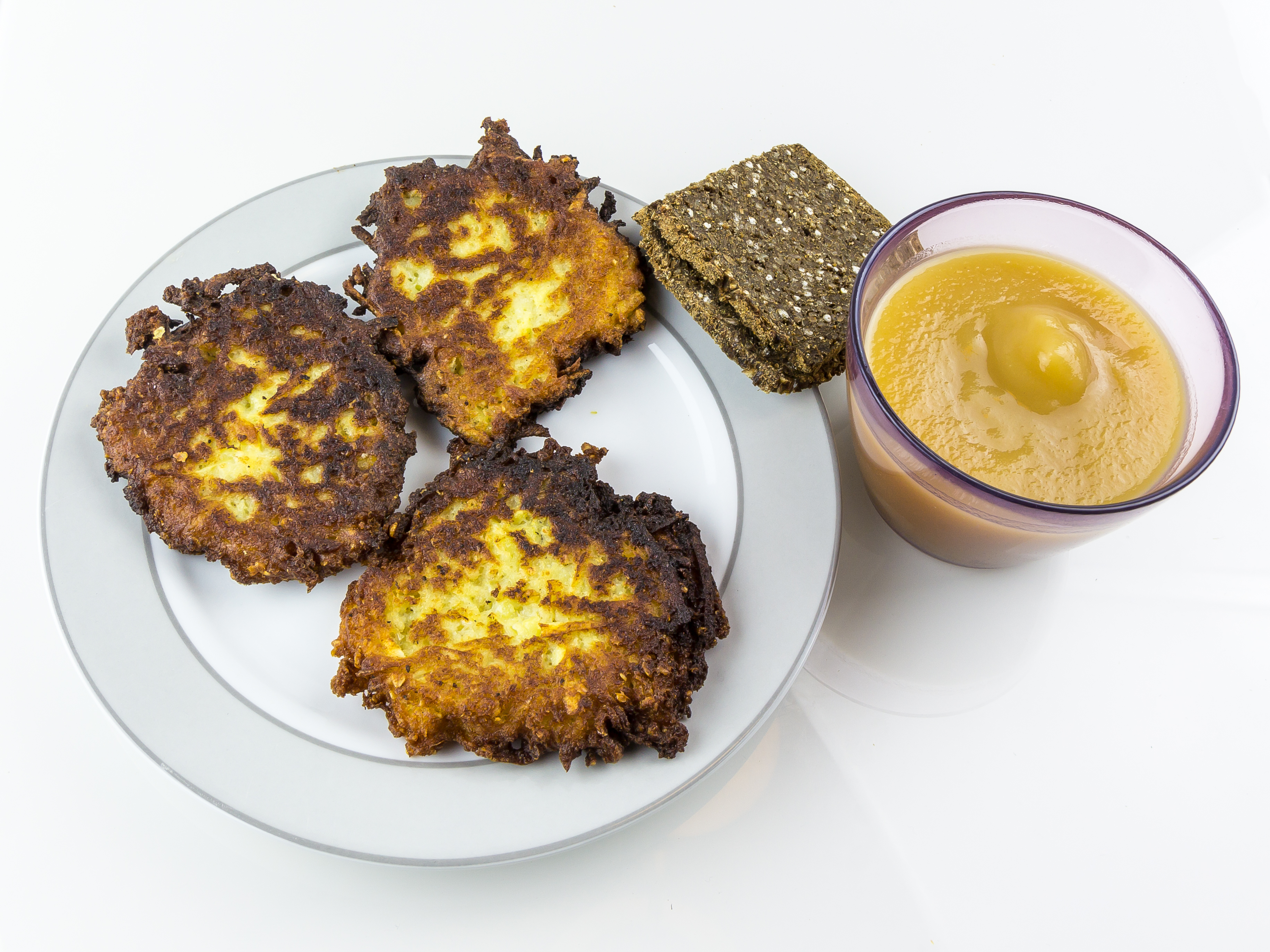

O Reibekuchen é um prato típico da culinária alemã e polaca. É feito de panquecas de batatas temperadas geralmente com cebolas servidas com um purê de maçãs.